# Manuel António Cardoso
Manuel António Leal Cardoso (* 7. April 1983 in Paços de Ferreira) ist ein ehemaliger portugiesischer Radrennfahrer.

## Sportliche Laufbahn
Manuel Cardoso war von 2006 bis 2015 als Elite-Rennfahrer aktiv. In seinem ersten Jahr gewann er eine Etappe der Portugal-Rundfahrt, in den folgenden Jahren drei weitere. Insgesamt errang er während seiner Radsportlaufbahn 17 Siege bei Rennen der UCI. 15 dieser Erfolge waren Etappensiege bei Rundfahrten, die meisten von ihnen auf der Iberischen Halbinsel, wie die Vuelta a Castilla y León, der Volta ao Alentejo oder dem Grande Prémio Internacional de Torres Vedras. 2009 war er bei einer Etappe der Tropicale Amissa Bongo Ondimba in Gabun und 2010 bei einer Etappe der Tour Down Under in Australien erfolgreich. 2009 wurde er portugiesischer Meister im Straßenrennen. Viermal startete er bei großen Landesrundfahrten. Bei der Vuelta a España 2010 wurde er Dritter der 18. Etappe, hinter dem Briten Mark Cavendish und dem Argentinier Juan José Haedo.
2012 nahm Cardoso am Straßenrennen der Olympischen Spiele in London teil und belegte Platz 49. 2015 beendete er seine Radsportlaufbahn.

## Erfolge
2006
- eine Etappe Portugal-Rundfahrt

2007
- Troféu RDP-Algarve
- zwei Etappen Vuelta a Extremadura

2008
- zwei Etappen Volta ao Santarém
- zwei Etappen Volta ao Alentejo
- eine Etappe Vuelta a Madrid

2009
- eine Etappe La Tropicale Amissa Bongo
- eine Etappe Circuit de Lorraine
- eine Etappe Grande Prémio CTT Correios de Portugal
- Portugiesischer Meister – Straßenrennen
- zwei Etappen Grande Prémio Internacional de Torres Vedras
- eine Etappe Portugal-Rundfahrt

2010
- eine Etappe Tour Down Under

2011
- eine Etappe Volta Ciclista a Catalunya

2012
- eine Etappe Vuelta a Castilla y León
- Portugiesischer Meister – Straßenrennen

2013
- eine Etappe Portugal-Rundfahrt

2014
- eine Etappe Volta ao Alentejo
- vier Etappen Tour du Maroc
- eine Etappe Portugal-Rundfahrt

2015
- eine Etappe Volta ao Alentejo

## Grand-Tour-Platzierungen
| Grand Tour            | 2010 | 2011 | 2012 |
| --------------------- | ---- | ---- | ---- |
| Giro d’ItaliaGiro     | –    | DNF  | –    |
| Tour de FranceTour    | DNF  | –    | –    |
| Vuelta a EspañaVuelta | 126  | –    | 160  |

## Teams
- 2006: Carvalhelhos-Boavista
- 2007: Riberalves-Boavista
- 2008: Liberty Seguros
- 2009: Liberty Seguros
- 2010: Footon-Servetto
- 2011: Team RadioShack
- 2012: Caja Rural
- 2013: Caja Rural-Seguros RGA
- 2014: Banco BIC-Carmim
- 2015: Clube de Ciclismo de Tavira